# Musée des automates de Falaise
Le Musée des automates de Falaise (anciennement Automates Avenue) est un musée municipal de la ville de Falaise.
Il présente des vitrines d'automates consacrées aux grands magasins parisiens : les Galeries Lafayette, le Printemps et le Bon Marché, des années 1920 aux années 1960 .

## Collections
La collection comporte plus de 300 automates animés présentés dans une dizaine de scènes.
Les automates proviennent tous des ateliers Roullet-Decamps à Paris.
La collection d'automates appartient au Conseil département du Calvados tandis que le bâtiment appartient à la ville de Falaise.

## Histoire
Le musée ouvre ses portes le 28 mai 1994. Pour l'événement, le Mime Marceau est présent à l'inauguration.
Le musée a été géré par l'association Automates Avenue jusqu'en 2019. Le 1er janvier 2020, il devient un musée municipal sous la forme d'un SPIC.
Le musée fait partie du Réseau des Musées de Normandie

## Expositions
- été 2014 : Illustres Normands : 70 portraits de personnalités dessinés par Emmanuel Chaunu.
- été 2020 : L'École d'autrefois retrace l'évolution de l'École.
- été 2021 : Rêve d'automates retrace l'histoire des automates de l'Antiquité à nos jours.
- hiver 2021 : Le Sapin dans tous ses états.

## Personnalités liées
- Emmanuel Chaunu : Il est le parrain du musée. À l'ouverture du musée en 1994, l'illustrateur a créé le chien qui a servi de logo au musée. D'abord à quatre puis sur ses deux pattes arrière, le logo du chien est actualisé à l'occasion des 20 ans du musée en 2014[3],[4]. De plus, du 25 avril au 15 septembre 2014, le musée accueille une exposition de l'artiste appelée « Illustres Normandes », qui regroupent 70 portraits de personnalités marquante de la région[5].
- Famille Roullet-Decamps.
- Le mime Marcel Marceau : il est présent à l'inauguration du musée le 28 mai 1994. Il laisse comme preuve de son passage un dessin ainsi que son autographe qui sont toujours affichés dans le hall d'accueil du musée.
- Claude Leteurtre (maire de Falaise, 1989-2005) : il participa à la mise en œuvre du projet d'implantation du musée à Falaise.